# Красное (Вышневолоцкий район)
Красное — опустевшая деревня в Вышневолоцком городском округе Тверской области.

## География
Находится в центральной части Тверской области на расстоянии приблизительно 23 км по прямой на восток-юго-восток от города Вышний Волочёк.

## История
До 1928 года включительно на местных картах не отмечалась. Была показана на карте 1982 года. До 2019 года входила в состав ныне упразднённого Дятловского сельского поселения Вышневолоцкого муниципального района.

## Население
Численность населения составляла приблизительно 10 человек (1982), 0 как в 2002 году, так и в 2010.